# شاوربرگ
شاوربرگ (به آلمانی: Schauerberg) یک شهر در آلمان است که در زودوستپفالتس واقع شده‌است. شاوربرگ ۱۹۹ نفر جمعیت دارد.